# WrestleMania 13
WrestleMania 13 was een pay-per-viewevenement in het professioneel worstelen dat geproduceerd werd door de World Wrestling Federation. Dit evenement was de 13e editie van WrestleMania en vond plaats in het Rosemont Horizon in Rosemont (Illinois) op 23 maart 1997.

## Matchen
| Nr.                                                                          | Match | Winnaar(s)                          |
| ---------------------------------------------------------------------------- | --- | ----------------------------------- |
| 1                                                                            | The Godwinns (Henry & Phineas) (met Hillbilly Jim) vs. The New Blackjacks (Blackjack Windham & Blackjack Bradshaw) vs. The Headbangers (Mosh & Thrasher) vs. Doug Furnas & Phil LaFon in een Fatal Four-Way Elimination match voor een WWF Tag Team Championship-wedstrijd | The Headbangers                     |
| 2                                                                            | Rocky Maivia (c) vs. The Sultan (met Bob Backlund & The Iron Sheik) in een één-op-één match voor het WWF Intercontinental Championship | Rocky Maivia (c)                    |
| 3                                                                            | Goldust (met Marlena) vs. Hunter Hearst Helmsley (met Chyna) in een één-op-één match | Hunter Hearst Helmsley              |
| 4                                                                            | Owen Hart en The British Bulldog vs. Mankind & Big Van Vader (met Paul Bearer) in een tag team match voor het WWF Tag Team Championship | Owen Hart & The British Bulldog (c) |
| 5                                                                            | Stone Cold Steve Austin vs. Bret Hart in een Submission match met Ken Shamrock (als speciale gast scheidsrechter) | Bret Hart won via knock-out (KO)    |
| 6                                                                            | Nation of Domination (Faarooq, Crush & Savio Vega) (met Wolfie D, J.C. Ice, D'Lo Brown & Clarence Mason) vs. The Legion of Doom (met Hawk & Animal in een Chicago Street Fight match                                                                                       | Roddy Piper                         |
| 7                                                                            | Sycho Sid (c) vs. The Undertaker in een No Disqualification match voor het WWF Championship | The Undertaker (nc)                 |
| (c) huidige kampioen voor en na de match \| (nc) nieuwe kampioen na de match | |                                     |